# 小行星3441
小行星3441（英語：3441 Pochaina）是一颗围绕太阳公转的小行星。1969年10月8日，柳德米拉·切爾尼赫在克里米亚发现了此天体。
这颗小行星的绝对星等为270.07226等。